# Liga Comuniștilor din Iugoslavia
Liga Comuniștilor din Iugoslavia (în sârbocroată Savez komunista Jugoslavije; slovenă Zveza komunistov Jugoslavije; macedoneană Сојуз на комунистите на Југославија, Sojuz na komunistite na Jugoslavija), inițial Partidul Comunist din Iugoslavia (în sârbocroată Komunistička partija Jugoslavije; slovenă Komunistična partija Jugoslavije; macedoneană Комунистичка партија на Југославија, Komunistička partija na Jugoslavija) (înainte de 1952) a fost un partid comunist major în Iugoslavia. Partidul a fost fondat ca un partid de opoziție în Regatul sârbilor, croaților și slovenilor în 1919 și, inițial, a fost subordonat Moscovei.
După succesele din alegerile inițiale, partidul a fost interzis de guvernul regal și a rămas ilegal până la izbucnirea celui de-al Doilea Război Mondial; uneori era asuprit violent. După căderea Iugoslaviei în 1941, partizanii conduși de comuniști s-au implicat în Războiul de Eliberare Națională și au învins forțele Axei și sateliții locali într-un război civil sângeros. După eliberarea de sub ocupație străină în 1945, partidul și-a consolidat puterea și a înființat un sistem monopartid în Republica Socialistă Federativă Iugoslavia, care a durat până în 1991 când au izbucnit Războaiele iugoslave.
Partidul, care era condus de Iosip Broz Tito din 1937 până în 1980, a fost primul partid comunist la putere din istorie în Blocul răsăritean care s-a opus deschis politicii dictate de Uniunea Sovietică și astfel a fost expulzat din Cominform în 1948 după ce Stalin l-a acuzat pe Tito de naționalism. După epurările interne, partidul s-a redenumit în Liga Comuniștilor și a adoptat politica de auto-gestionare a muncitorilor și a comunismului independent, cunoscută sub numele de Titoism.
Partidul s-a desființat în ianuarie 1990 la un congres al partidului.

## Lideri de partid
| Nume | Mandat                                | poziție, note                                           |
| --- | ------------------------------------- | ------------------------------------------------------- |
| Filip Filipović Živko Topalović | aprilie 1919 - iunie 1920             | secretari politici                                      |
| Vladimir Ćopić | aprilie 1919 - iunie 1920             | secretar organizațional                                 |
| Pavle Pavlović Jakov Lastrić | iunie 1920 - august 1921              | Președinți ai Comitetului Central al Partidului         |
| Filip Filipović Sima Marković | iunie 1920 - august 1921              | secretari politici                                      |
| Vladimir Ćopić | iunie 1920 - august 1921              | secretar organizațional                                 |
| După ce a fost interzis în 1921, de conducerea Partidului Central Alternativ, format în iunie 1921, și-a asumat conducerea Partidului Comunist: |                                       |                                                         |
| Kosta Novaković Triša Kaclerović Moša Pijade | august 1921 - iulie 1922              | Conducerea Partidului Central Alternativ                |
| O divizare din conducere a dus la formarea Comitetului Executiv al Partidului Comunist în Migrație aflat în opoziție față de conducere:         |                                       |                                                         |
| Sima Marković | septembrie 1921 - iulie 1922          | Comitetului Executiv al Partidului Comunist in Migrație |
| Facțiunile s-au reunit la Prima Conferință de Stat ținută la Viena, în iulie 1922.                                                              |                                       |                                                         |
| Sima Marković | iulie 1922 - mai 1923                 | secretar                                                |
| Triša Kaclerović | mai 1923 - mai 1926                   | secretar                                                |
| Sima Marković | mai 1926- aprilie 1928                | secretar politic                                        |
| Radomir Vujović | mai 1926- aprilie 1928                | secretar organizațional                                 |
| Comitetul Central a fost destituit în aprilie 1928 de Comintern și înlocuit de o conducere temporară.                                           |                                       |                                                         |
| conducere temporară sub Đuro Đaković | aprilie - noiembrie 1928              |                                                         |
| Jovan Mališić | Noiembrie 1928 - înainte de 1934      | secretar politic                                        |
| Đuro Đaković | noiembrie 1928 - 1929                 | secretar organizațional                                 |
| Din 1930 conducerea partidului se afla în exil la Viena fără să mențină legătura cu statul pana în 1934.                                        |                                       |                                                         |
| Milan Gorkić | decembrie 1934 - noiembrie 1936       | secretar politic                                        |
| Milan Gorkić | noiembrie 1936 - 23 octombrie 1937    | secretar general; asasinat la Moscova în 1939           |
| Iosip Broz Tito | noiembrie 1936- May 1938              | secretar general; din decembrie 1936                    |
| conducere temporară sub Iosip Broz Tito | mai 1938 - martie 1939                |                                                         |
| Iosip Broz Tito | martie 1939 - 4 mai 1980              | secretar general, ulterior Președinte al Prezidiului    |
| Nume | Mandat                                | Reprezentând                                            |
| Branko Mikulić (președinte interimar) | 19 octombrie 1978 - 23 octombrie 1979 | Bosnia și Herțegovina                                   |
| Stevan Doronjski (președinte interimar până pe 4 mai)                                                                                           | 23 octombrie 1979 - 20 octombrie 1980 | Voivodina                                               |
| Lazar Mojsov | 20 octombrie 1980 - 20 octombrie 1981 | Macedonia                                               |
| Dušan Dragosavac | 20 octombrie 1981 - 29 iunie 1982     | Croația                                                 |
| Mitja Ribičič | 29 iunie 1982 - 30 iunie 1983         | Slovenia                                                |
| Dragoslav Marković | 30 iunie 1983 - 26 iunie 1984         | Serbia                                                  |
| Ali Shukrija | 26 iunie 1984 - 25 iunie 1985         | Kosovo                                                  |
| Vidoje Žarković | 25 iunie 1985 - 26 iunie 1986         | Muntenegru                                              |
| Milanko Renovica | 28 iunie 1986 - 30 iunie 1987         | Bosnia și Herțegovina                                   |
| Boško Krunić | 30 iunie 1987 - 30 iunie 1988         | Voivodina                                               |
| Stipe Šuvar | 30 iunie 1988 - 17 mai 1989           | Croația                                                 |
| Milan Pančevski | 17 mai 1989 - 30 iunie 1990           | Macedonia                                               |